# Noordeinde (Lansingerland)
Noordeinde is een buurtschap in de gemeente Lansingerland in de Nederlandse provincie Zuid-Holland. Het ligt tussen Berkel en Rodenrijs enerzijds en Zoetermeer anderzijds aan de Noordeindseweg en de parallel daaraan gelegen Noordersingel.
Noordeinde ontstond in de Late Middeleeuwen als de noordelijke uitloper van het ontginningsdorp Berkel. De latere Noordeindseweg was de ontginningsas en veendijk van waaruit het veen ter plaatse ontgonnen werd en waar boerderijen werden neergezet. Bij de vervening die hierop volgde, ontstonden vanaf de zestiende eeuw grote plassen; in de achttiende eeuw was zelfs het grootste deel van de omgeving bedekt met water. In de tweede helft van deze eeuw werd overgegaan tot het droogleggen van de plassen, waarmee eerst tussen 1772 en 1776 de Noordpolder werd aangelegd aan de oostzijde van Noordeinde en vervolgens de Voorafsche polder even ten westen van de buurtschap (daar had de vervening pas korter tevoren opgetreden).
Tegenwoordig staan aan beide zijden van Noordeinde veel tuinbouwkassen. Vooral het noordelijke deel van de Noordpolder is vrijwel geheel bebouwd met grote kassen, met daartussen wat kleinere bedrijfsgebouwen en woningen. In de gemeentelijke wijkenindeling van Lansingerland is Noordeinde een wijk die zowel de eigenlijke buurtschap Noordeinde omvat als de aanliggende polders aan oost- en westzijde, voor zover deze niet bij het dorp Berkel en Rodenrijs zijn getrokken door de bouw van nieuwbouwwijken. Postaal hoort dit gebied bij Berkel en Rodenrijs.
Dorpen: Bergschenhoek · Berkel en Rodenrijs (Berkel en Rodenrijs) · Bleiswijk

Buurtschappen: Kruisweg · Noordeinde · Rotte

Zuid-Holland: Steden en dorpen      Nederland: Provincies · Gemeenten